# Entenbrunnen (Nörvenich)

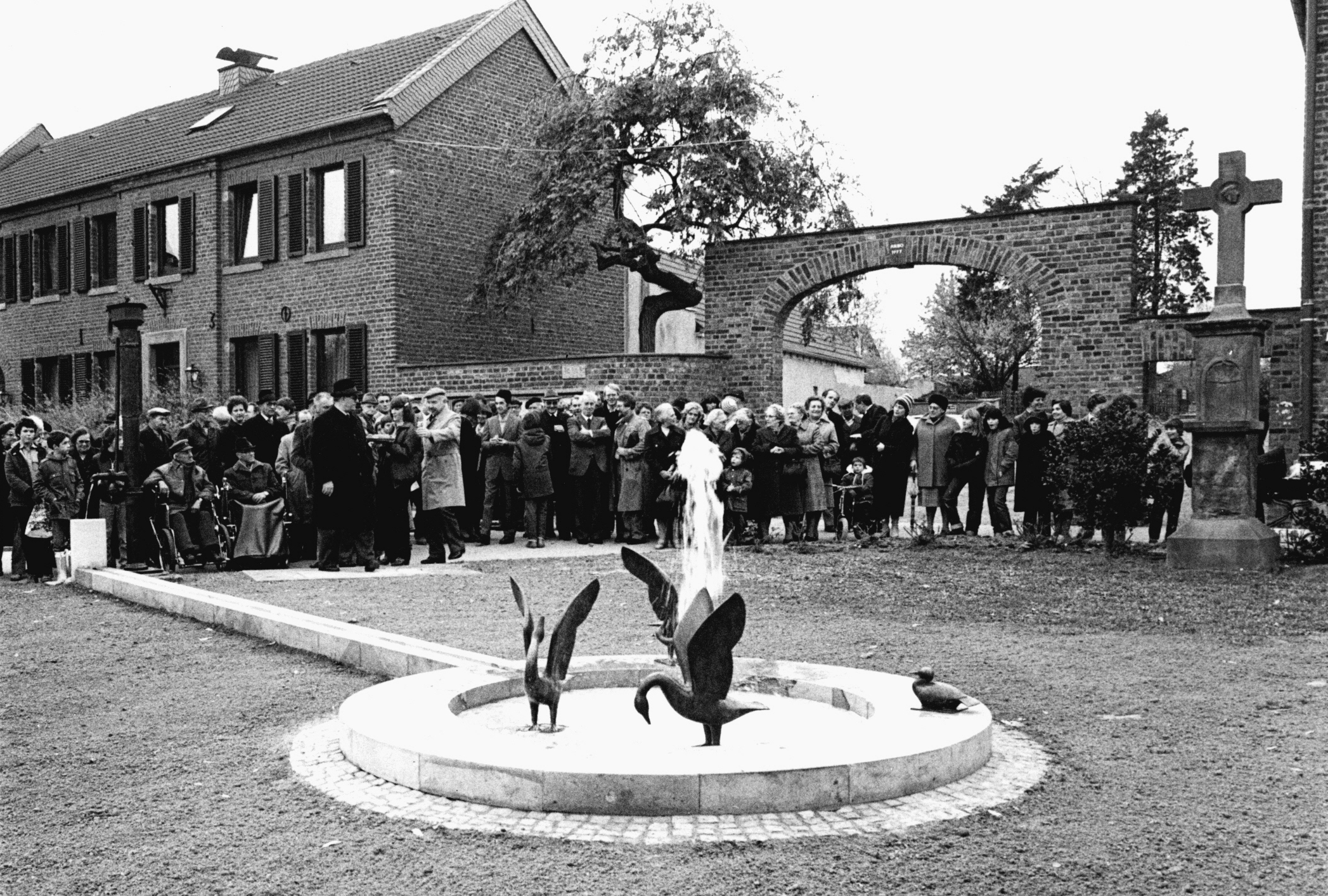
Der Entenbrunnen, 1981

Der Entenbrunnen auf dem Marktplatz vor dem Barrensteinhaus in Nörvenich, Kreis Düren ist ein Werk des Bildhauers Jean Vincent de Crozals aus dem Jahr 1981.
Im Zentrum der alten Ortslage erinnert er an die bäuerliche Vergangenheit des Dorfes. Drei lebhaft bewegte, flügelschlagende Enten und ein Jungtier stehen im Wasser bzw. am Beckenrand. Der Brunnen wird durch eine Pumpe  mit Wasser versorgt, die mit der danebenstehenden alten Handwasserpumpe verbunden ist. Die Handwasserpumpe wurde 1916 stillgelegt, als das Dorf an die öffentliche Wasserversorgung angeschlossen, allerdings Ende 1944 mit dem kriegsbedingten Ausfallen der Wasserleitung für einige Monate reaktiviert.
Die Gemeinde machte den Entenbrunnen dem langjährigen ehrenamtlichen Bürgermeister Heinrich Kuß zum Geschenk.

## Quelle
- Kunst auf dem Lande – Eine Auswahl aus den Dörfern der Gemeinde Nörvenich. Karl Heinz Türk, 2009

Koordinaten: 50° 48′ 25,2″ N, 6° 38′ 39,5″ O